# Arnholt
Arnholt, Arnskov (dansk) eller Arenholz (tysk) er en landsby beliggende ved Arnholt Sø nord for Slesvig by i det sydvestlige Angel i Sydslesvig. Administrativt hører landsbyen under Lyrskov kommune i Slesvig-Flensborg kreds i den nordtyske delstat Slesvig-Holsten. I kirkelig henseende hører Arnholt historisk under Michaelis Sogn. Sognet lå i den danske periode indtil 1864 i Arns Herred (Gottorp Amt).
Arnholt eller Arnskov er første gang dokumenteret 1268. Stednavnets første led er hentet fra Arnsbækken og blev senere anvendt for både landsbyen og herredet (Arns Herred). Det antages, at leddet Ar(n) betegnede tidligere en stor skovstrækning, der synes at have gået tværs over landet og som har efterladt flere spor i navnene som  Arrild ved Nørrebrarup, Arlå, Arlevad, Arnshoved og måske Arnfjolde og Arnæs. Arn selv er måske afledt af personnavnet glda. Aræld. 
Nord for landsbyen fandt 1043 Slaget på Lyrskov Hede sted.